# Ismailitische Rechtsschule

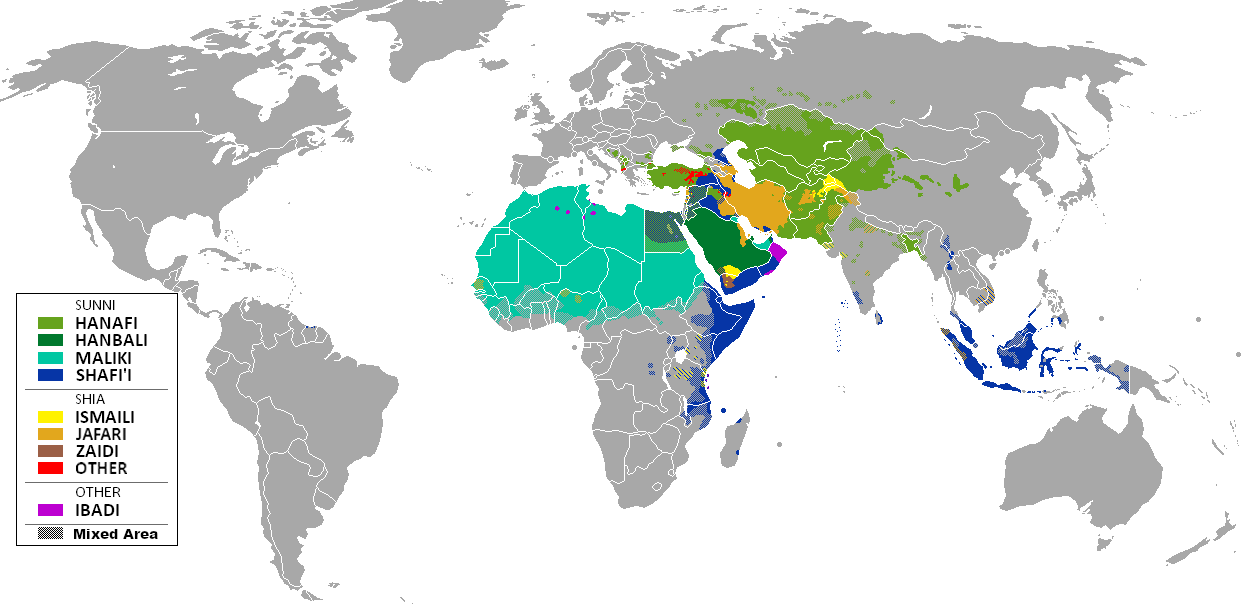
Regionen, in denen die ismailitische Rechtsschule die Mehrheit stellt – die meisten Anhänger der ismailitischen Rechtsschule leben jedoch in Südasien

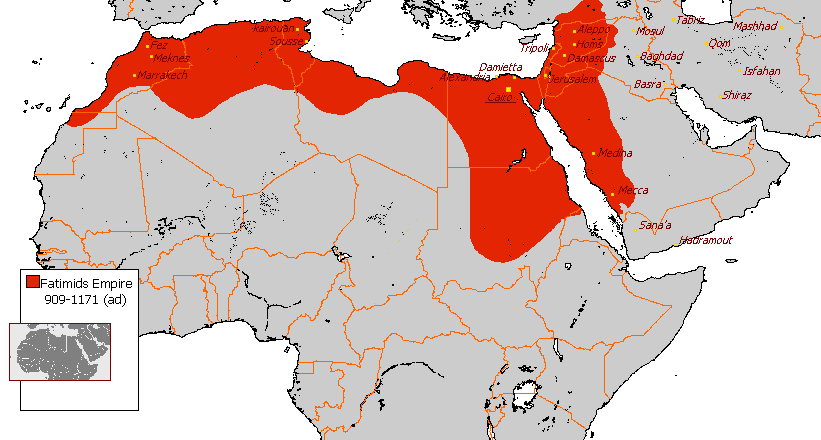
Das Fatimidenreich (909–1171) zur Zeit seiner größten Ausdehnung

Die Ismailitische Rechtsschule geht auf Qādī an-Nuʿmān zurück, der lange Zeit in den Diensten der ismailitischen Dynastie der Fatimiden stand. Der Prozess der Kodifizierung der Gesetze begann in der Regierungszeit des Fatimiden-Kalifen al-Mahdi.
Das ismailitische Rechtssystem lehnt sich an die Rechtsauffassungen der Zwölferschiiten und der schiitischen Richtung der Zaiditen an und wurde auch vom malikitischen Recht beeinflusst.
Die wichtigste Rechtsquelle bildete die Ansicht des herrschenden Imam-Kalifen, der bei Meinungsverschiedenheiten das letzte Wort hatte. Beim Koran – dessen Interpretation und Auslegung seiner inneren Wahrheit das Vorrecht des herrschenden Imam-Kalifen war – unterscheiden sie zwischen vordergründigem Wortlaut und tieferer Bedeutung.
An-Nuʿmān verfasste zahlreiche wichtige Rechtswerke. Bei seiner Kodifizierung stützte er sich unter anderem auf Werke des Imamiten al-Kulainī. Als wichtigstes erhaltenes Werk gilt das Daʿaʾim al-Islam (Die Säulen des Islam / The Pillars of Islam), beauftragt vom vierten fatimidischen Imam-Kalifen al-Muʿizz (gest. 975). Dieses Werk wurde der offizielle Codex für den Fatimiden-Staat und ist die höchste Autorität zum ismailitischen Recht für die Tayyibi-Ismailiten, zu denen auch die ismailitischen Bohra-Ismailiten in Indien zählen.

## Wichtige Werke
- Kitab al-idah (nur ein kurzes Fragment erhalten)
- Da‘a’im al-Islam. Ausgabe: Kairo: Dar al-Ma‘arif, 1951–1961; Englische Übersetzung unter dem Titel: The Pillars of Islam

The Pillars of Islam: Volume I: Ibadat: Acts of Devotion and Religious Observances (2002), ISBN 0-19-565535-4.
The Pillars of Islam: Volume II: Mu'amalat: Laws  Pertaining to Human Intercourse (2004), ISBN 978-0-19-568907-5.
- Minhaj al-fara’id. Englische Übersetzung von Agostino Cilardo: The Early History of Ismaili Jurisprudence: Law Under the Fatimids. I. B. Tauris Publishers in association with The Institute of Ismaili Studies, 2012; ISBN 978-1-78076-129-9
- Kitab al-iqtisar (eine Kurzfassung des Da‘a’im al-Islam)
- Mukhtasar al-athar